# 第二次猶太–羅馬戰爭
第二次猶太–羅馬戰爭，亦稱基多斯戰爭或流散者的叛亂（猶太流散者是主要叛亂）是公元66-136年猶太-羅馬戰爭之一。 叛亂爆發於115年，當時大部分羅馬軍隊正在帝國東部邊境和安息帝國進行戰爭。 昔蘭尼加行省、塞浦路斯行省和埃及行省的猶太人大規模起義逐漸失控，導致猶太叛軍對剩餘的羅馬駐軍和羅馬公民進行大規模屠殺。
犹太人的叛乱最终被罗马军团镇压，主要是罗马将军盧修斯·奎圖斯。有些地区被彻底摧毁，以至于罗马人迁入这些地区定居，以防止人口完全减少。犹太领袖卢库阿斯逃往犹太行省。 奎圖斯追捕他，并判处叛乱主要领导人朱利安和帕普斯兄弟死刑。
日后奎圖斯的名字给这场冲突命名，基多斯即是後來奎圖斯之名的變體。